# I Wanna Be Your Man (L.A. Guns)
I Wanna Be Your Man è un EP degli L.A. Guns, uscito nel 1990 per l'etichetta discografica Polygram Records.

## Tracce
1. I Wanna Be Your Man [remix 1] (Cripps, Guns, Lewis, Nickels, Riley)
2. I Wanna Be Your Man [remix 2] (Cripps, Guns, Lewis, Nickels, Riley)
3. Never Enough [remix] (Cripps, Guns, Lewis, Nickels, Riley, Tripp)
4. Rip And Tear [live] (Cripps, Guns, Lewis, Nickels, Riley)
5. Malaria [live] (Cripps, Guns, Lewis, Nickels, Riley)

## Formazione
- Phil Lewis - voce
- Tracii Guns - chitarra
- Mick Cripps - chitarra
- Kelly Nickels - basso
- Steve Riley - batteria